# Авіафестиваль на Чайці
Авіафестиваль на Чайці — авіаційне шоу, що проводиться під Києвом, на аеродромі "Чайка". Вперше фестиваль був проведений у 2015 році.

## 2017
У 2017 році захід пройшов 20 і 21 травня.

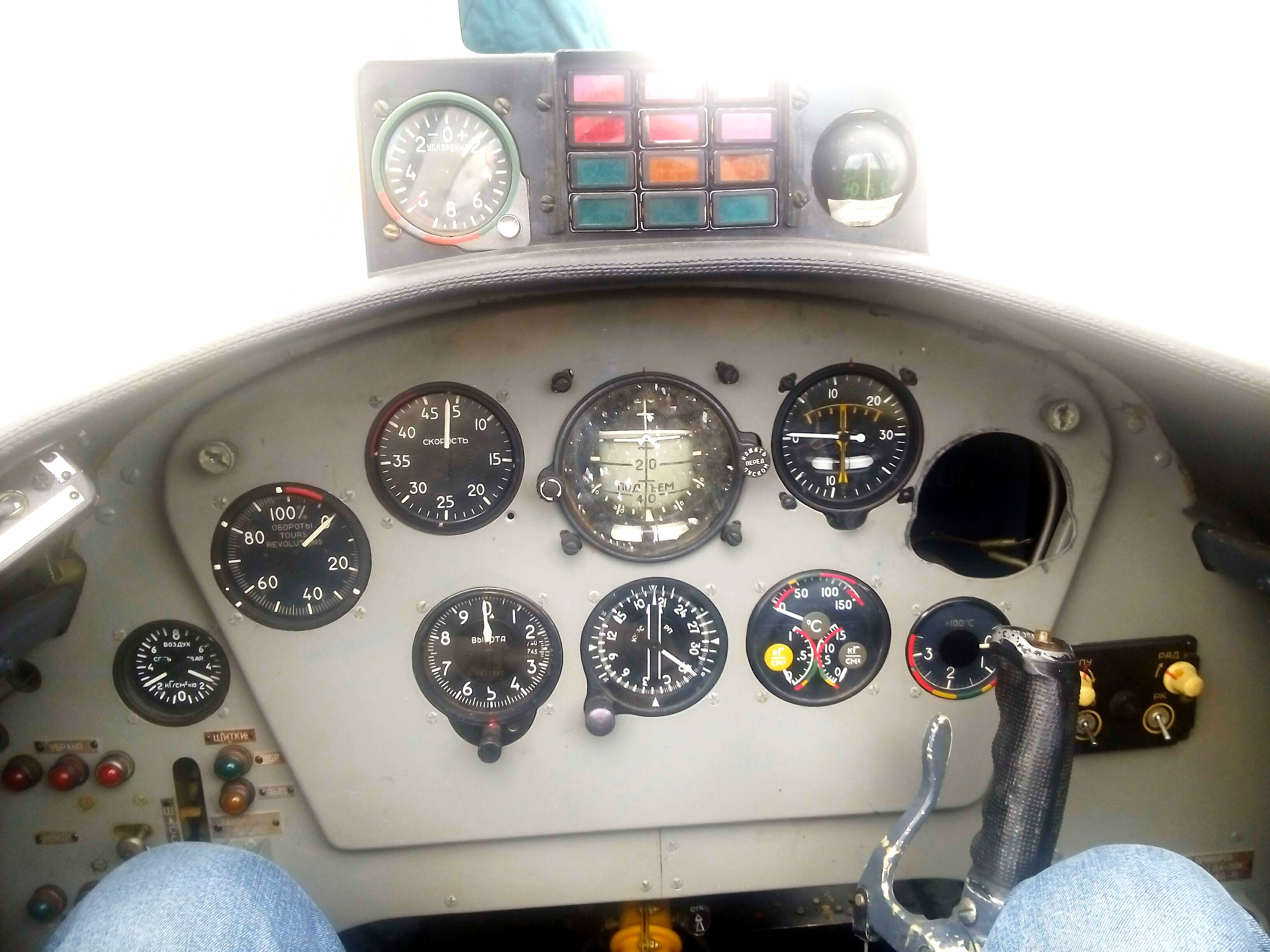
Панель приладів Як-52
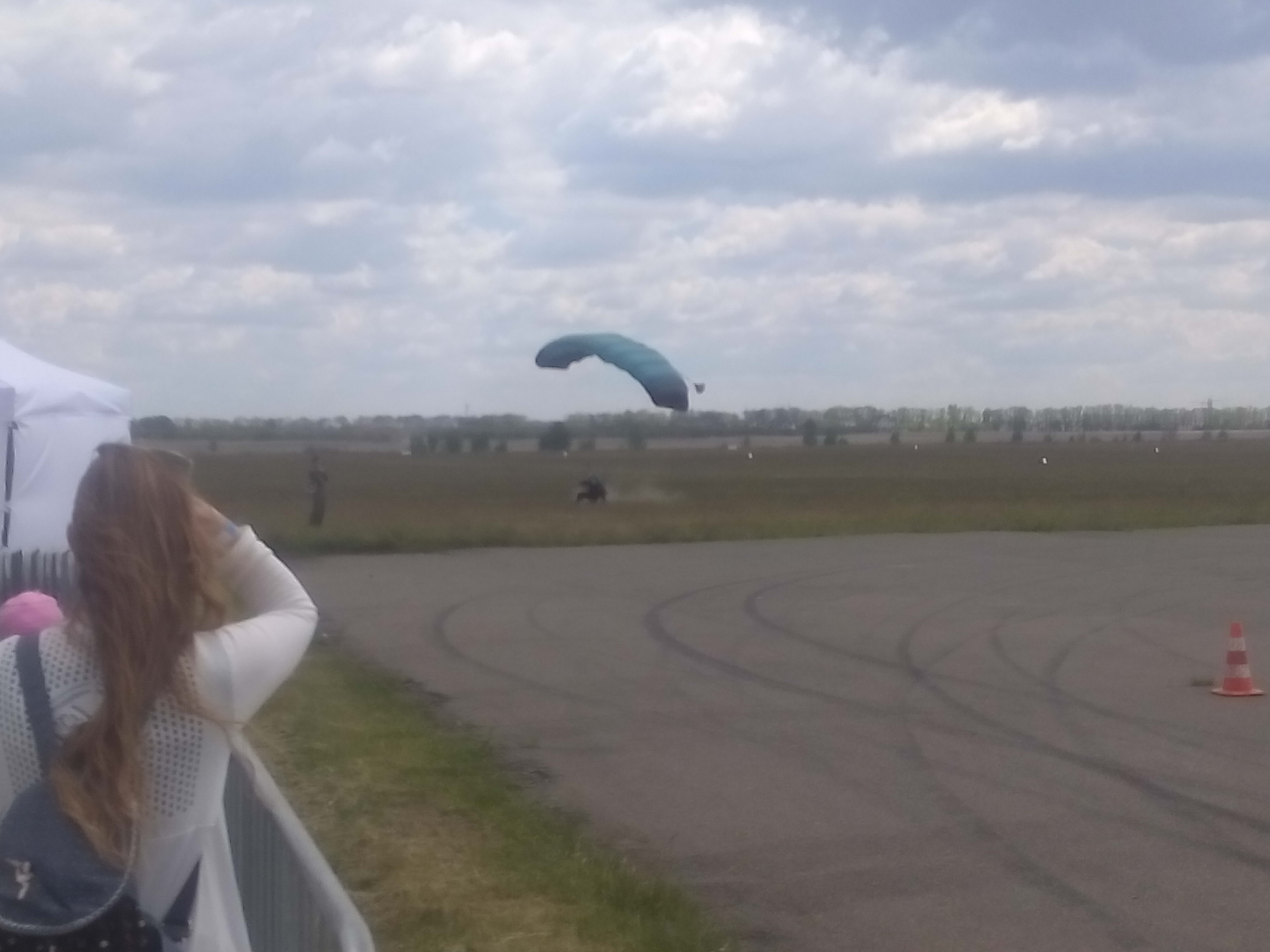
Приземлення парашутиста
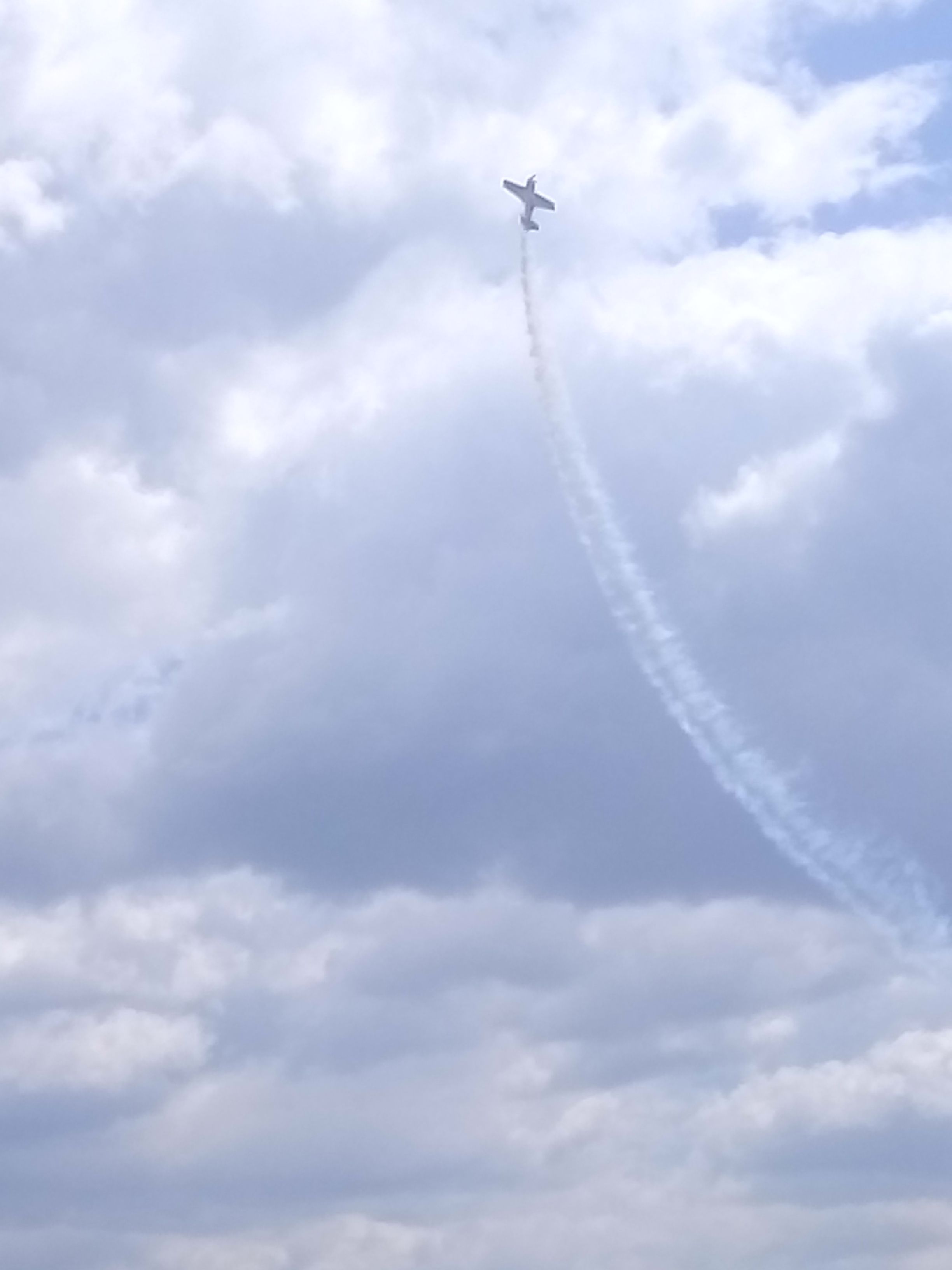
Авіаційний пілотаж
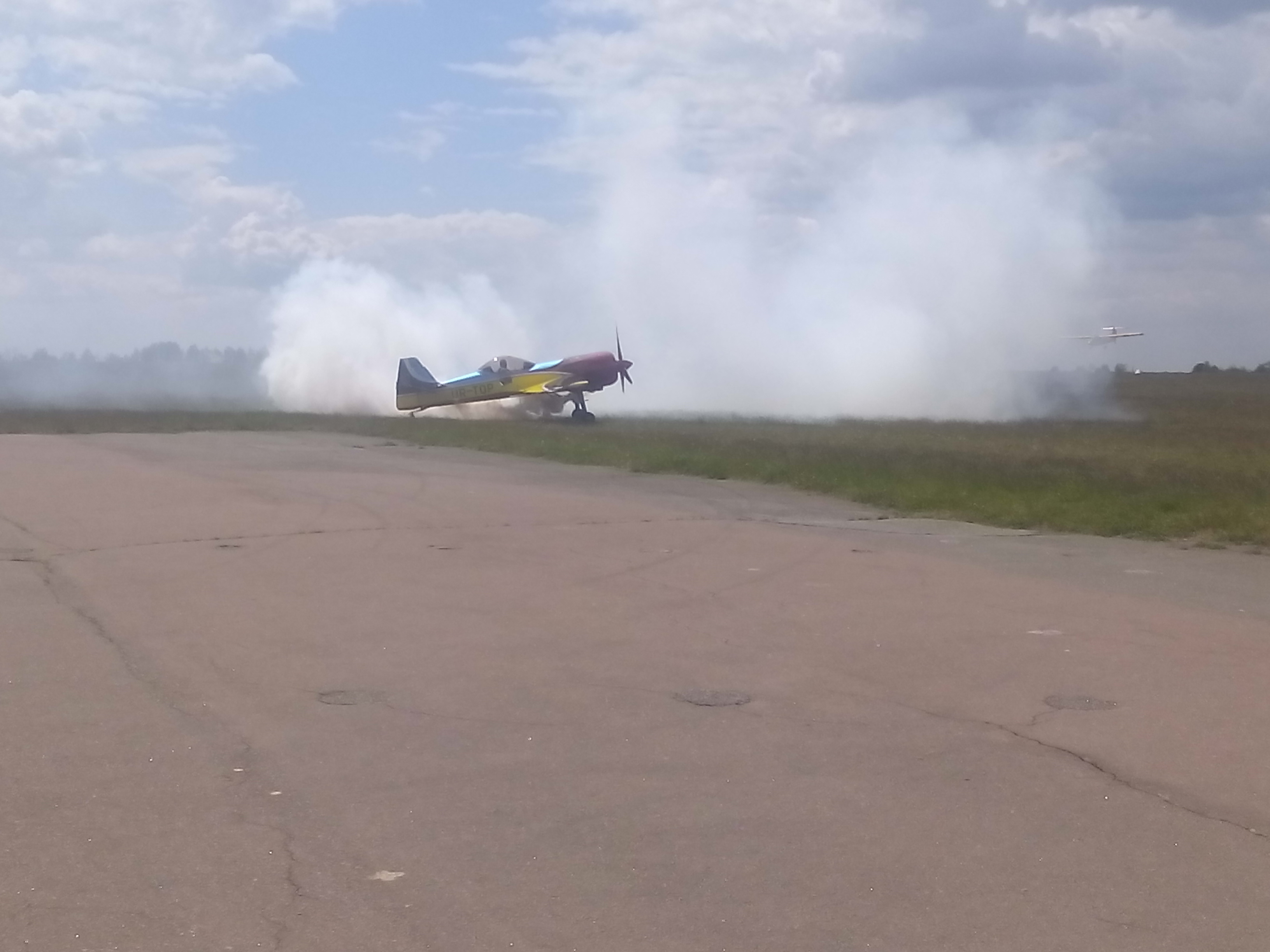
Літак газує перед глядачами
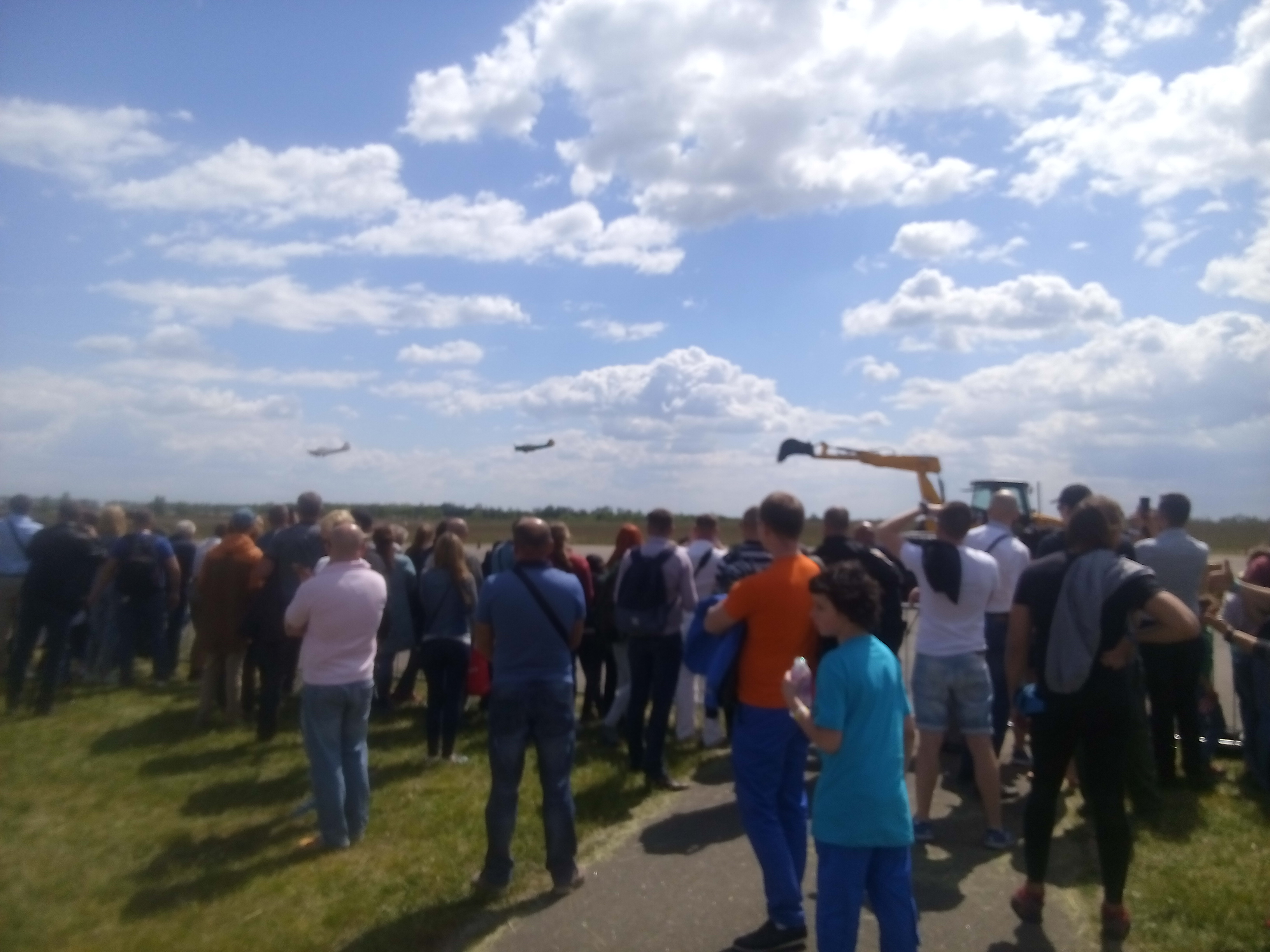
Глядачі
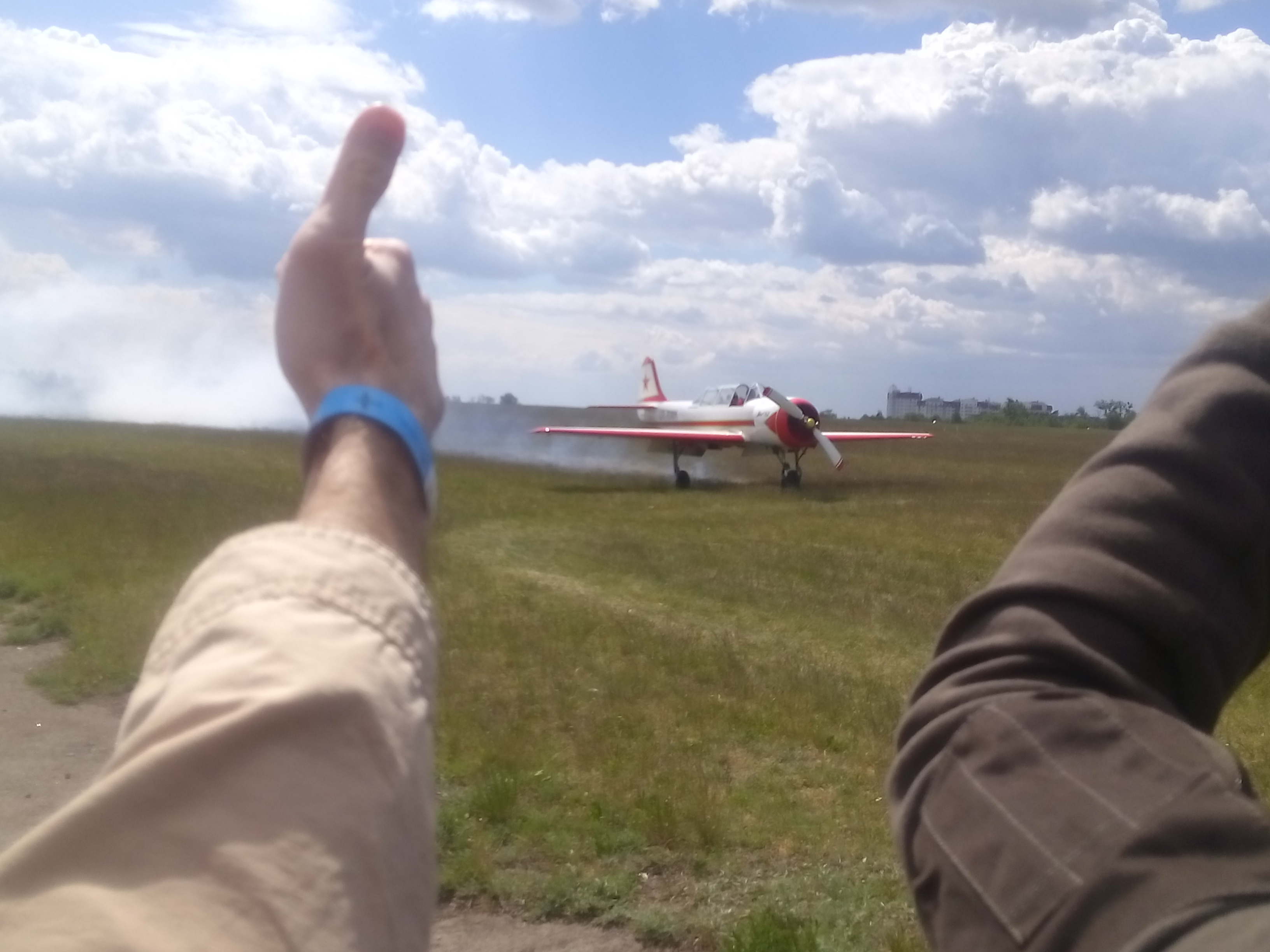
Як-52 біля глядачів
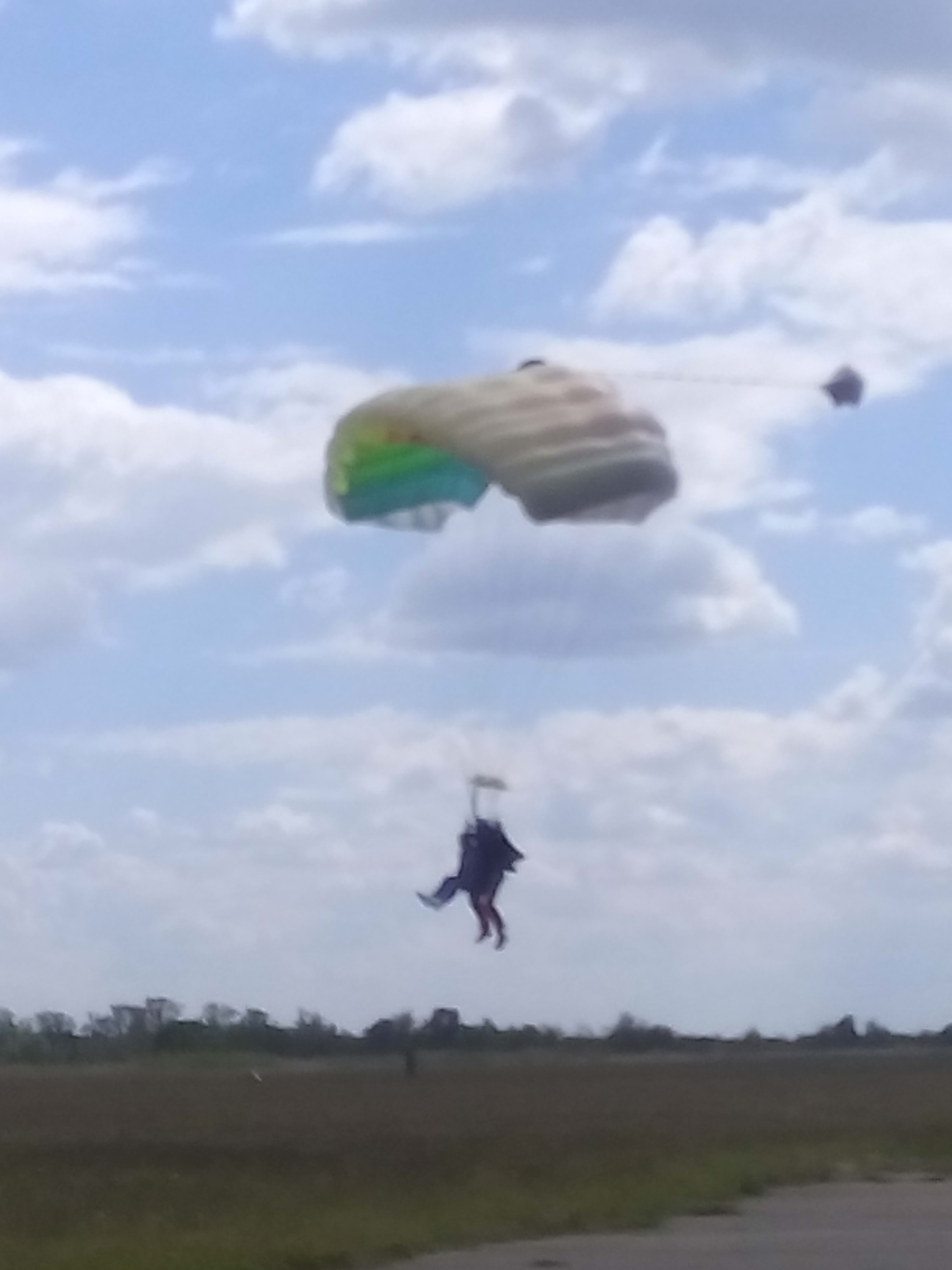
Приземлення парашутистів
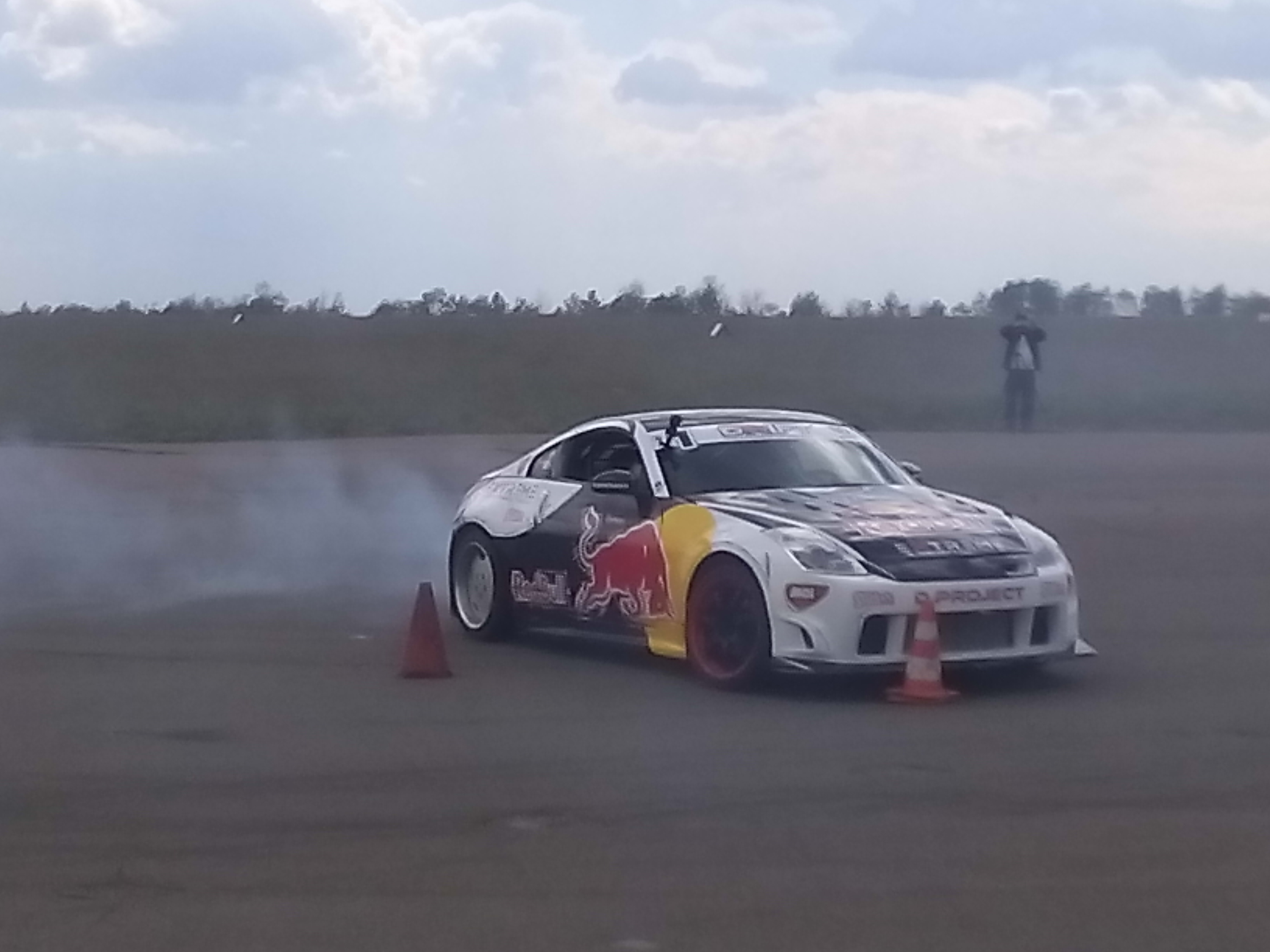
Драг-шоу під час авіашоу
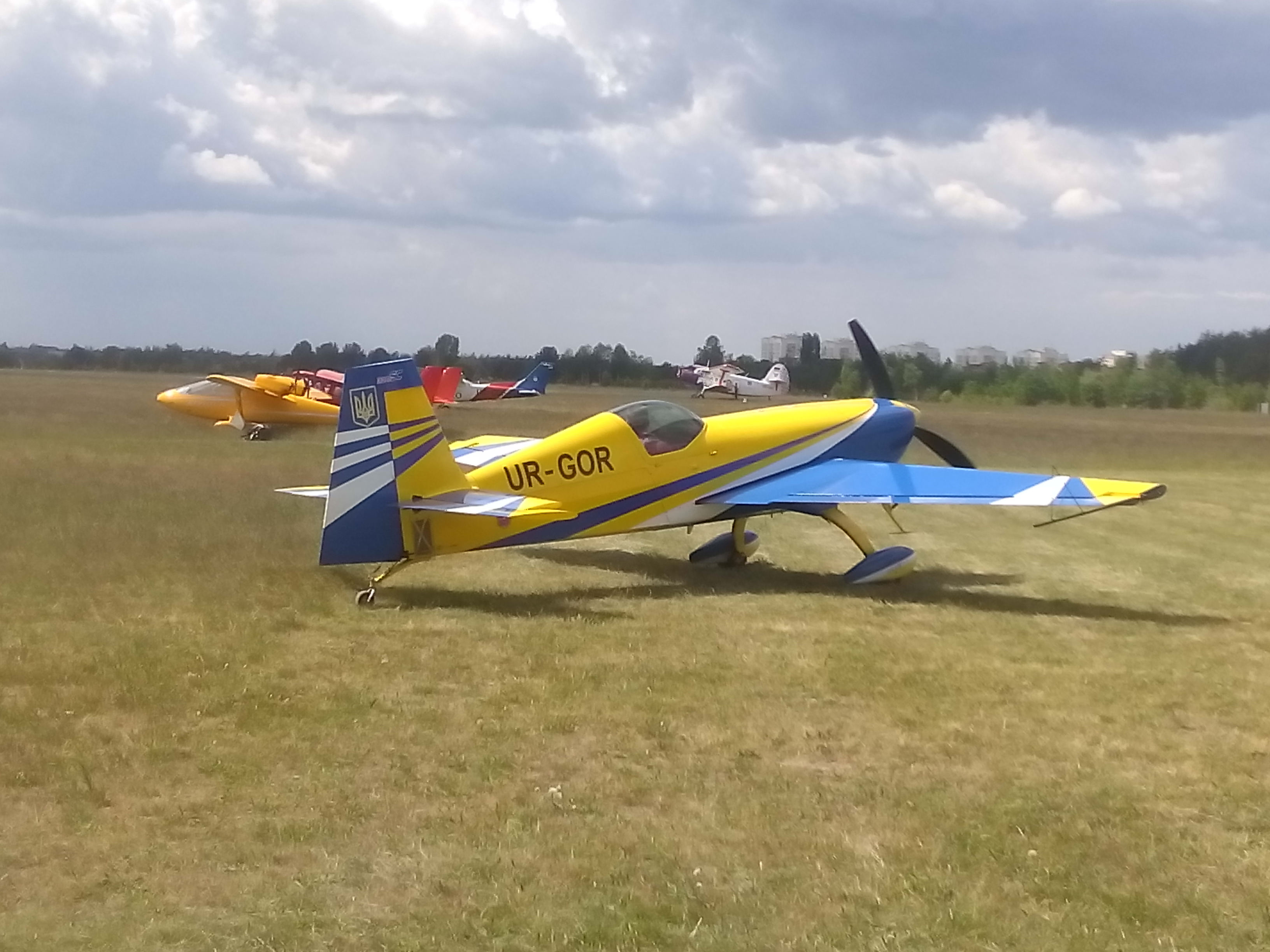
Літаки на полі аеродрому
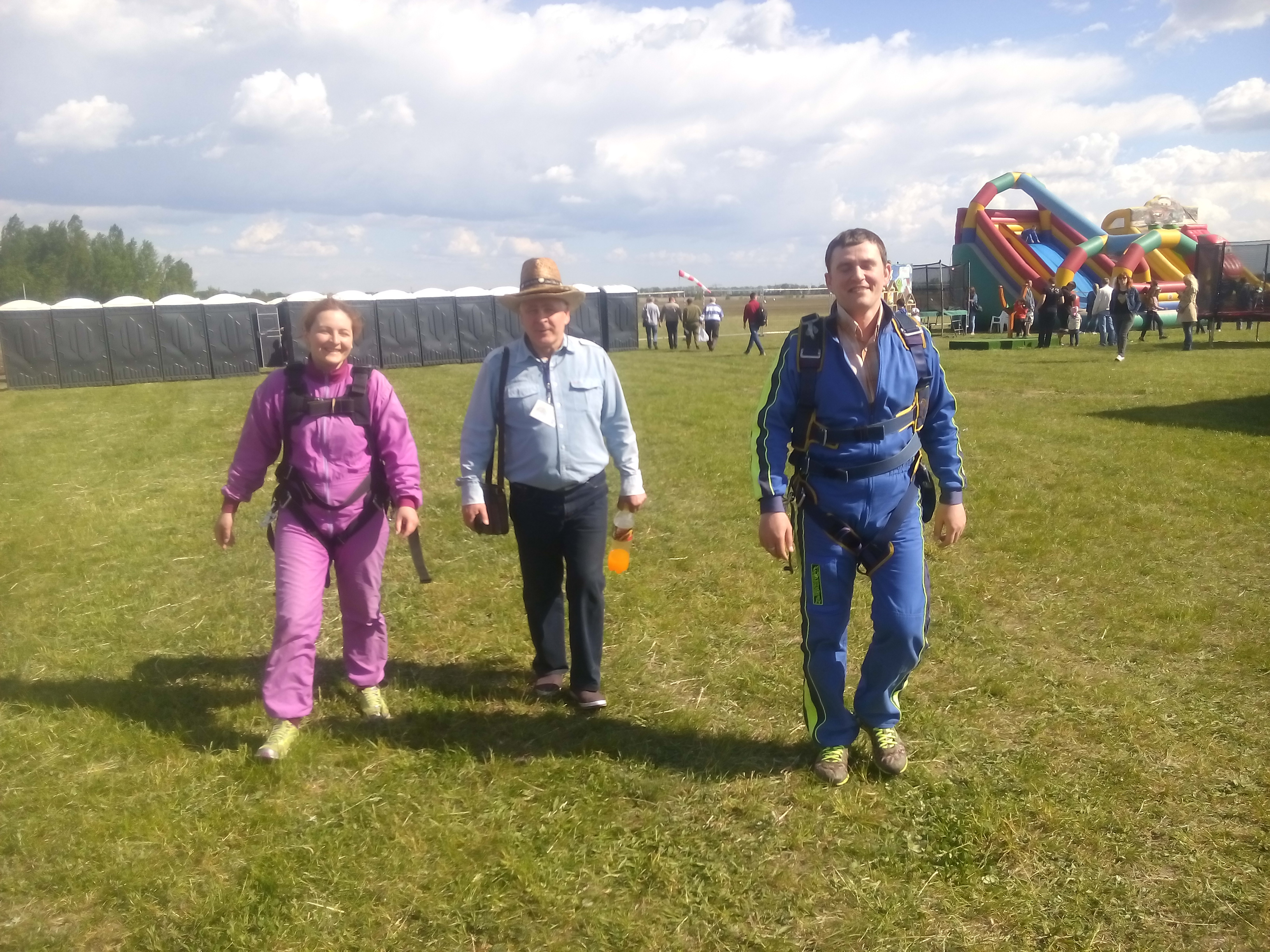
Парашутисти після приземлення
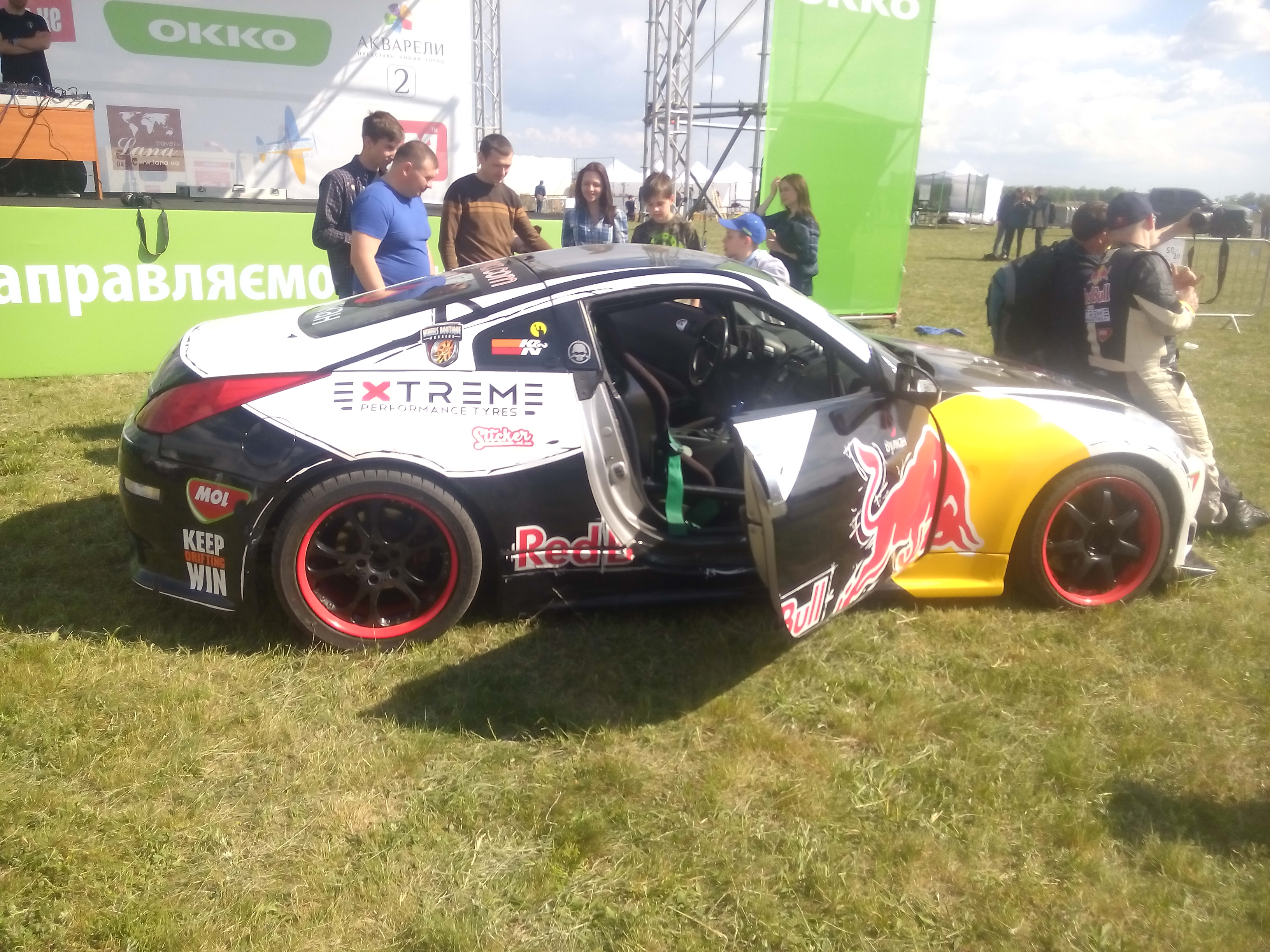
Гоночний автомобіль після шоу
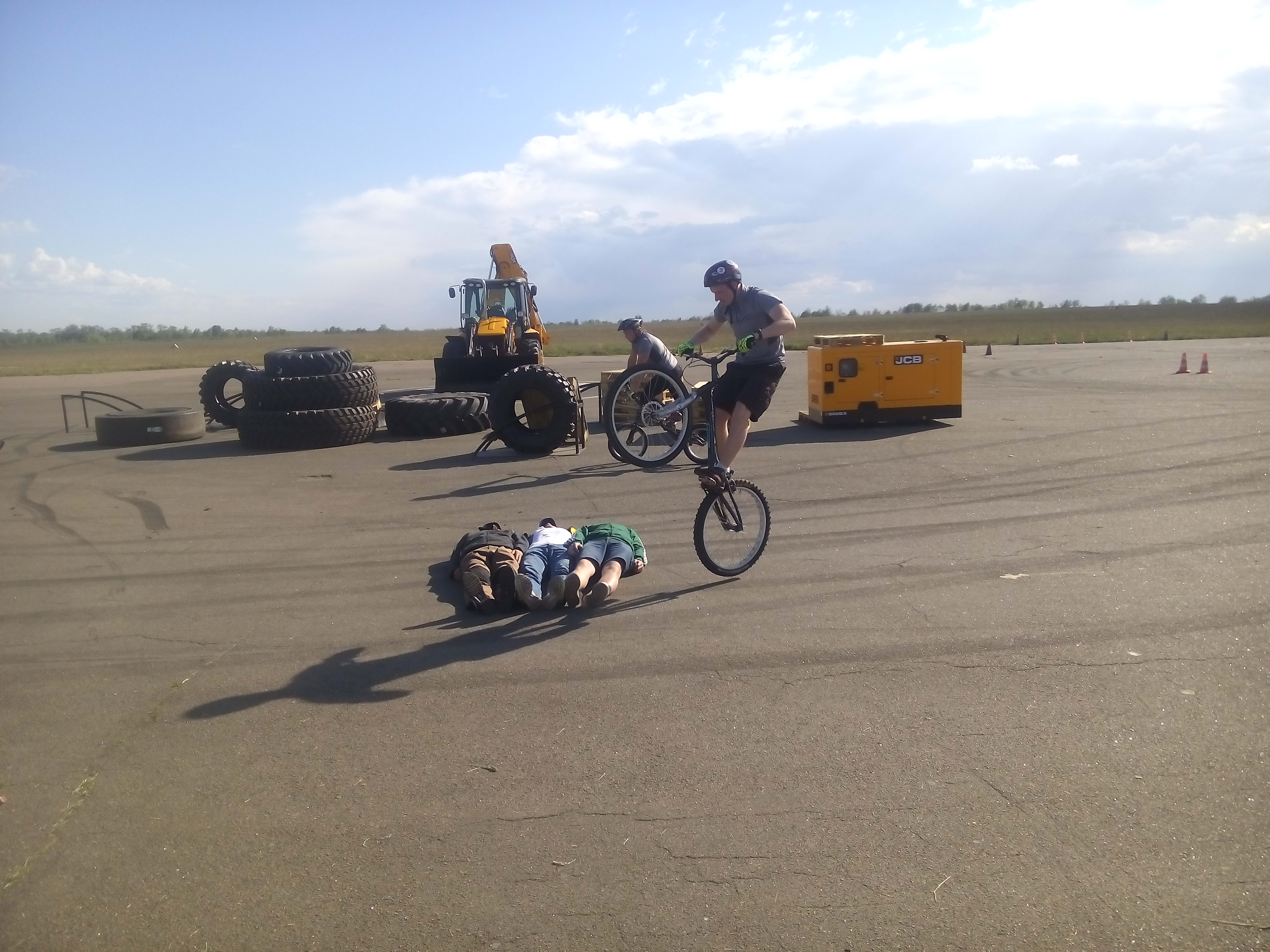
Велошоу
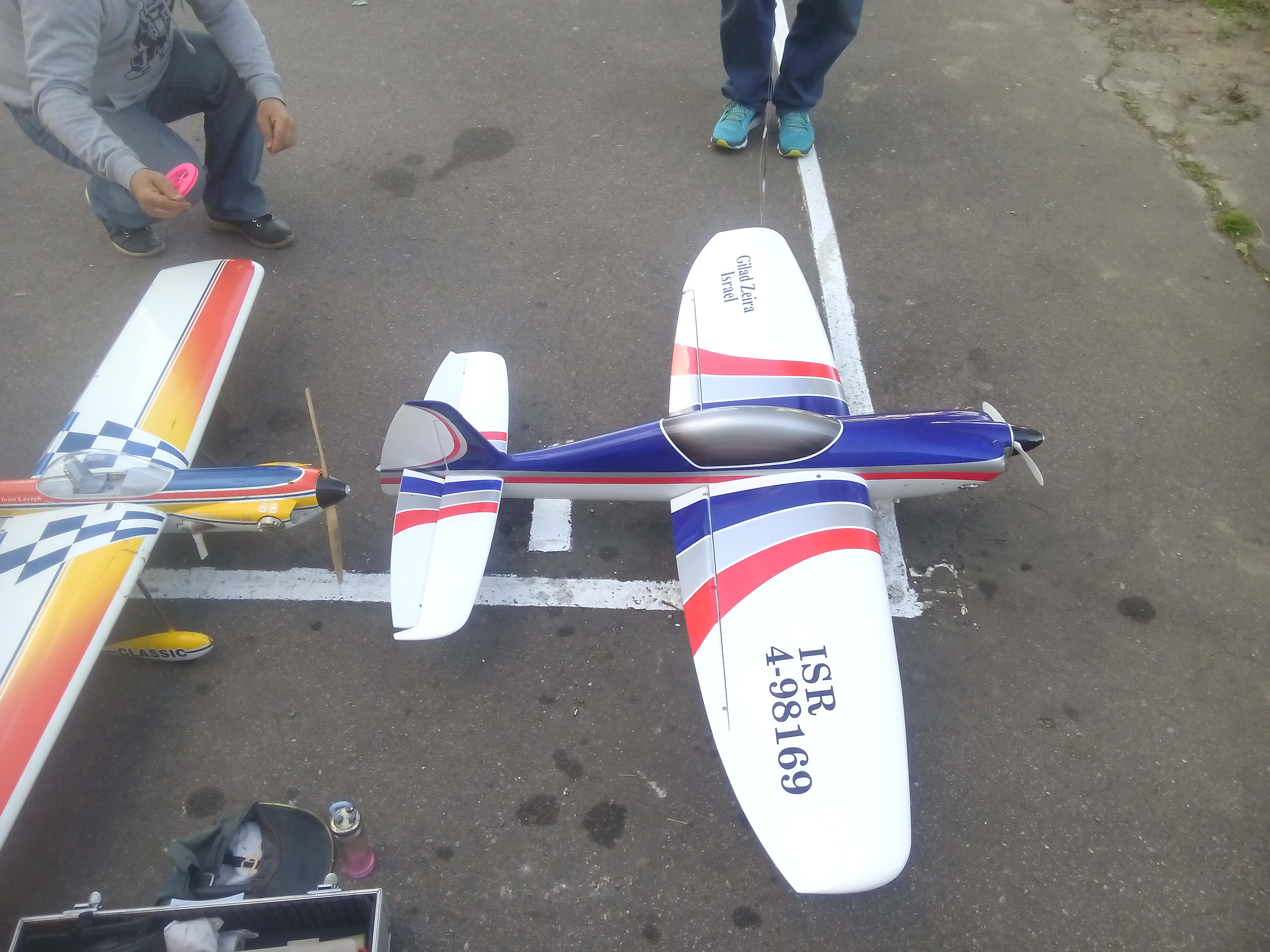
Авіамодель на змаганні авіамоделістів

## 2018
У 2018 році фестиваль не проходив.